# NGC 6594
NGC 6594 este o galaxie situată în constelația Dragonul. A fost descoperită în 14 iunie 1885 de către Lewis A. Swift. Se află la o distanță de 114,86 megaparseci de Pământ.